# Jakubowo (Dąbrówno)
Jakubowo (deutsch Jacubowo, 1938 bis 1945 Wellhausen) ist ein kleiner Ort in der polnischen Woiwodschaft Ermland-Masuren und gehört zur Gmina Dąbrówno (Landgemeinde Gilgenburg) im Powiat Ostródzki (Kreis Osterode in Ostpreußen).

## Geographische Lage
Jakubowo liegt südlich des Großen Damerau-Sees (polnisch Jezioro Dąbrowa Wielka) und 300 Meter östlich der Welle (polnisch Wel) im Südwesten der Woiwodschaft Ermland-Masuren. Bis zur Kreisstadt Ostróda (deutsch Osterode in Ostpreußen) sind es 33 Kilometer in nördlicher Richtung.

## Geschichte
Jacubowo besteht in seinem Kern lediglich aus einem kleineren Gehöft. Bis 1945 war der Ort ein Wohnplatz innerhalb der Stadt Gilgenburg (polnisch Dąbrówno) im Kreis Osterode in Ostpreußen. Im Jahre 1905 zählte er 18 Einwohner in zwei Wohnstätten.  Im Jahre 1938 (vielleicht aber auch schon früher) erfolgte die Namensänderung in „Wellhausen“.
In Kriegsfolge kam der Ort 1945 mit dem gesamten südlichen Ostpreußen zu Polen. Mit der polnischen Namensform „Jakubowo“ ist er heute eine Ortschaft innerhalb der Gmina Dąbrówno (Landgemeinde Gilgenburg) im Powiat Ostródzki (Kreis Osterode in Ostpreußen), bis 1998 der Woiwodschaft Olsztyn, seither der Woiwodschaft Ermland-Masuren zugehörig.

## Kirche
Bis 1945 war Jacubowo resp. Wellhausen in die evangelische Kirche Gilgenburg und in die römisch-katholische Kirche dieser Stadt eingepfarrt. Heute besteht die Verbindung mit Dąbrówno katholischerseits weiterhin, evangelischerseits orientieren sich die Einwohner nach Gardyny ((Groß) Gardienen) mit der Filialkirche der Pfarrei Nidzica (Neidenburg).

## Verkehr
Von Dąbrówno aus führt eine untergeordnete Nebenstraße direkt nach Jakubowo. Eine Bahnanbindung besteht nicht.